# Ibrahim Moustafa
Ibrahim Moustafa (n. 23 septembrie 1904, Alexandria, Egipt – d. 9 octombrie 1968, Ciudad de México, Mexic) a fost un luptător ce a reprezentat Egipt, medaliat olimpic. A participat la 2 ediții ale Jocurilor Olimpice (1924, 1928) în care a câștigat o medalie de aur.